# Sebastiano del Piombo
Sebastiano del Piombo, född 1485 i Venedig, död 21 juni 1547 i Rom, var en italiensk målare av religiösa motiv och porträtt.

## Biografi
Sebastiano del Piombo hette ursprungligen Sebastiano Luciani men kom att bli känd som del Piombo (italienska, ’sigill’) efter sin utnämning till påvens sigillbevarare.
För sina tidiga målningar fann han inspiration i Giorgiones verk. 1511 begav han sig till Rom för att delta i arbetena på Villa Farnesina. Där lärde han känna Rafael, som starkt influerade honom. Senare blev han vän och efterföljare till Michelangelo, som bidrog med skisserna till några av hans målningar, bland annat till Kristi gisslande (cirka 1519) i kyrkan San Pietro in Montorio på Janiculum i Rom.
Sebastiano del Piombos sena verk utgör en länk mellan den venetianska skolan och den romerska högrenässansen. Han utförde även en målning vilken sägs föreställa Christofer Columbus.
Sebastiano del Piombo avled i Rom år 1547 och är begravd i basilikan Santa Maria del Popolo.

## Bilder
| - Kristus uppväcker Lasarus. - Kristi gisslande. - Mansporträtt (förmodligen föreställande Christofer Columbus). |